# Dombeya rotundifolia
Espèce
Classification phylogénétique
Statut de conservation UICN

 LC  : Préoccupation mineure
Dombeya rotundifolia est un petit arbre du genre Dombeya, à feuillage caduc, originaire d'Afrique.

## Description

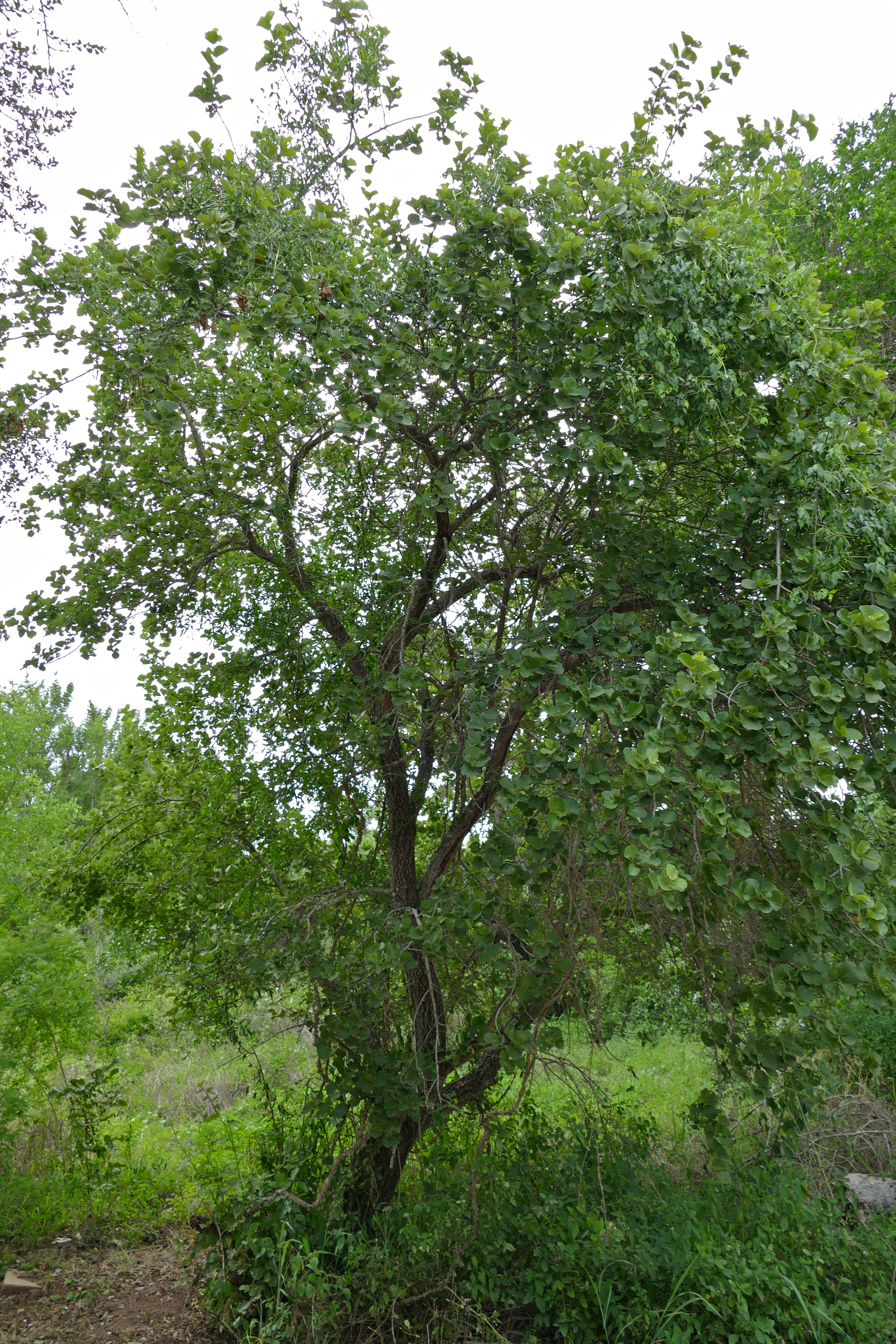
Parc national Kruger, Afrique du Sud.
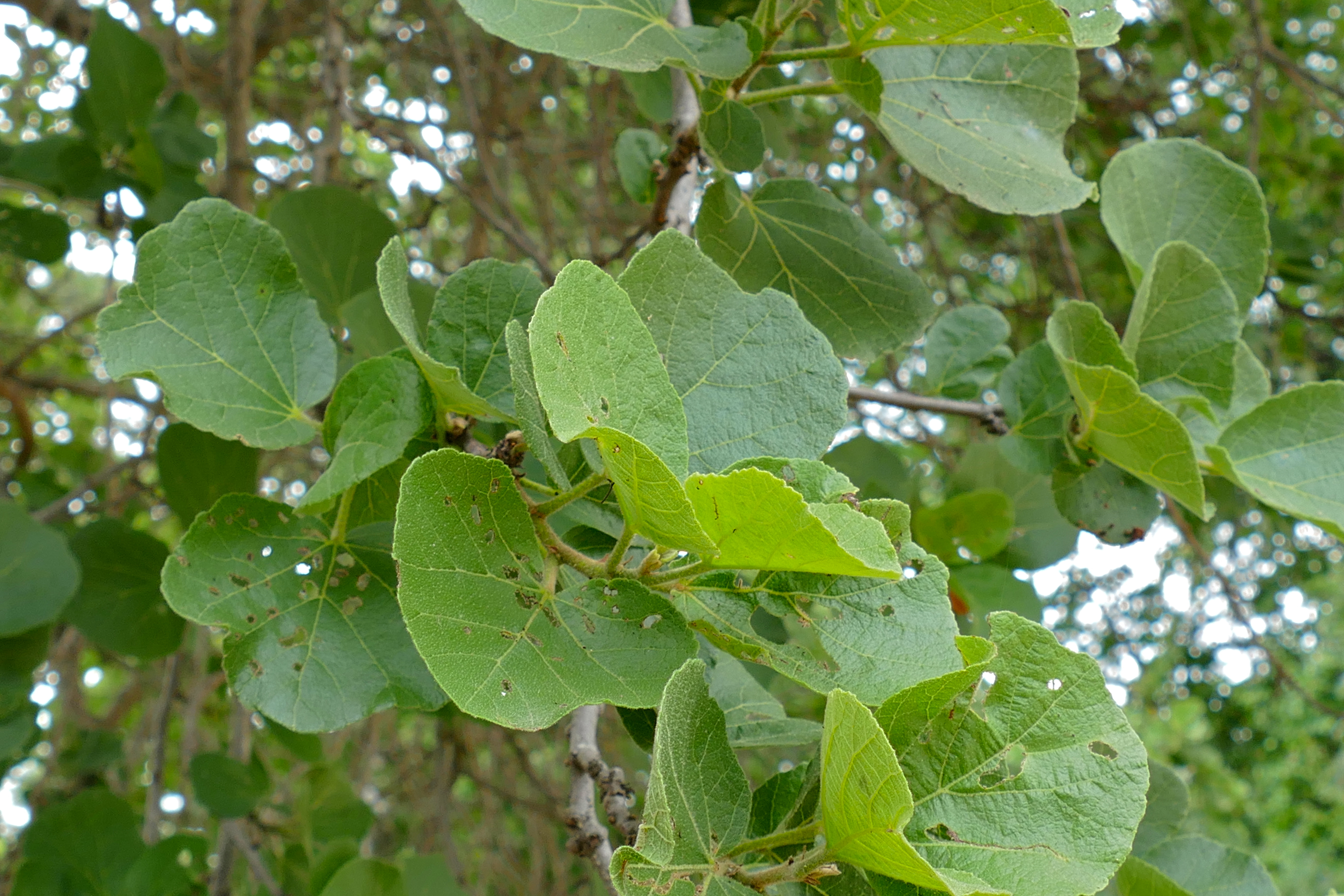
Feuilles.
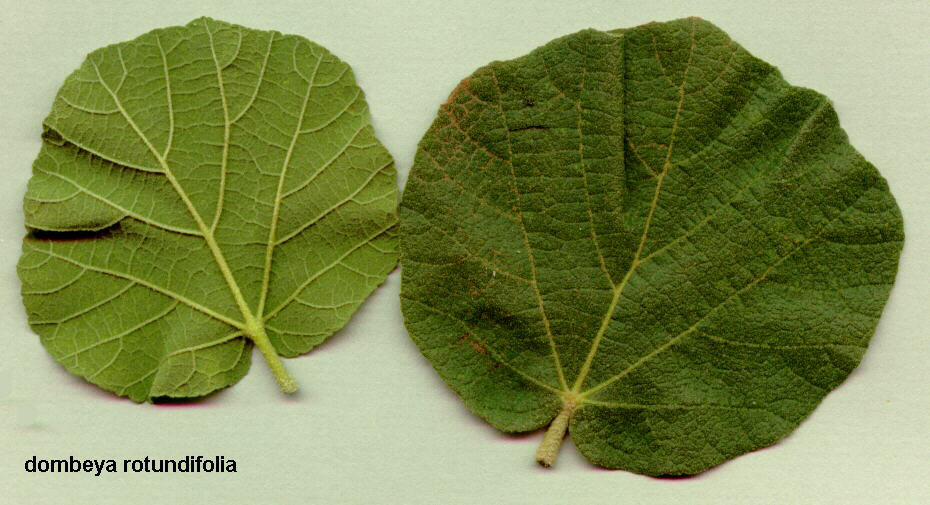
Feuilles rondes de Dombeya rotundifolia.